# Joseph Prestwich
Joseph Prestwich (12 mars 1812-23 juin 1896) est un géologue et homme d'affaires britannique connu comme un expert du Tertiaire et pour avoir confirmé les découvertes de Boucher de Perthes.

## Biographie
Il naît à Pensbury dans le quartier de Clapham et reçoit son éducation à Paris et Reading avant d'entrer à l'University College de Londres ou il étudie la chimie et l'histoire naturelle. En 1830 il travaille dans les affaires de vin de sa famille. Pendant les voyages que lui demande sa profession dans le Royaume-Uni, la France et la Belgique il collecte un bon nombre d'observations géologiques. Il devient membre de la Geological Society of London en 1833 et son mémoire en 1836 basé sur ses observations de 1831 et 1832 établit sa réputation de géologue.
À partir de 1846 son attention se concentre sur les dépôts du Tertiaire du bassin de Londres qu'il classifie et met en corrélation avec les dépôts de la même époque du reste de l'Angleterre, de la France et de la Belgique. En 1858 Hugh Falconer le persuade de visiter Abbeville où Boucher de Perthes clame avoir découvert des outils en silex dans les dépôts de gravier de la vallée de la Somme établissant ainsi l'antiquité de l'être humain. En compagnie de John Evans et Charles Joseph Pinsard, il explore les lits de graviers de Saint-Acheul et confirme les découvertes de Boucher de Perthes. Le compte rendu de Prestwich dans les Proceedings of the Royal Society - actes de la Société Royal (1859-1860) est noté par certains historiens de la science comme la naissance de l'archéologie moderne.
Durant la fin des années 1860 il sert dans deux commissions : Royal Coal Commission et la Royal Commission on the Metropolitan Water Supply. En 1874 il obtient la chaire de géologie de l'université d'Oxford. Il écrit Geology, Chemical and Physical, Stratigraphical and Palaeontological en deux volumes. En 1888 il se retire à Shoreham dans le Kent ou il continue de travailler jusqu'à sa mort en 1896. Prestwich est élu membre de la Royal Society en 1853, il est fait Chevalier en 1896, reçoit la médaille Wollaston en 1849 et la Royal Medal en 1865. Il se marie avec Grace Anne McCall en 1870.